# Forum économique de Krynica

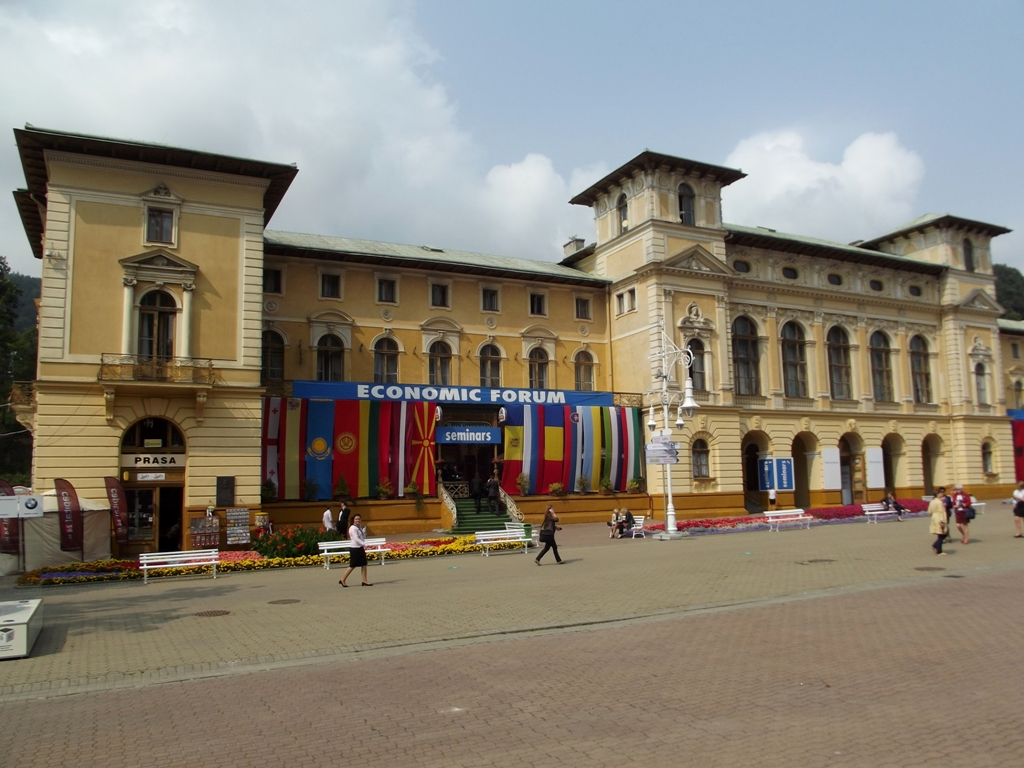
Un des hôtels utilisés par le Forum

Le Forum économique, créé en 1991 par l'Institut pour les Études d'Europe de l'Est, réunit tous les ans au mois de septembre des hommes politiques, des hommes d'affaires, des chercheurs, des représentants des médias et des organisations non gouvernementales, initialement de l'Europe centrale et orientale, aujourd’hui élargie à tous les pays d'Europe et de la Méditerranée.

## Histoire
Le Forum économique est créé en 1991 à l'initiative d'une fondation appelée Instytut Studiów Wschodnich (pl) créée par Zygmunt Berdychowski (pl), alors député de la circonscription de Krynica et Nowy Sącz.
L'édition 2005 qui réunit 1.500 participants est fortement marquée par la crise ukrainienne.
Au cours de l'édition 2008 qui réunit 2 000 participants, le chef du gouvernement polonais Donald Tusk annonce son projet de faire entrer la Pologne dans la zone euro en 2011. Le forum y distribue aussi son premier top 500 des entreprises les plus puissantes d’Europe centrale et orientale,. L'édition 2010 est inaugurée en présence de Bronislaw Komorowski, Jose Manuel Barroso et Jerzy Buzek.
Lors de l'édition 2012 qui réunit 2.500 participants, les sujets de discussion sont axés autour du rapprochement entre les États-Unis et l'Asie, et du renvoi au second plan que cela provoque pour l'Europe de l'est, arrière-base des États-Unis dans ses opérations au Moyen-orient.
En 2016, 3000 participants se réunissent à Krynica. À l'occasion du lancement de la 27e édition (2017) , le ministre des finances polonais Mateusz Morawiecki annonce un plan d'investissement de 30 milliards sur 10 ans.

## Description
Le Forum économique se tient annuellement au début du mois de septembre. Jusqu'en 2019 à Krynica-Zdrój, et depuis 2020 à Karpacz en Basse-Silésie, aux pieds des monts des Géants. Il réunit des hommes politiques, des hommes d'affaires, des chercheurs, des représentants des médias et des organisations non gouvernementales, initialement de l'Europe centrale et orientale, aujourd’hui élargie à tous les pays d'Europe et de la Méditerranée.
L'évènement réunit les participants sur trois jours avec un grand nombre de  discussions sur des sujets économiques, culturels, éducatifs et d’environnement. Les langues de travail traduites simultanément pendant le forum sont le polonais, l’anglais et le russe. Selon les cas, la possibilité existe d’assurer la traduction en d’autres langues, dont le français.
Thématiques principales
- Situation internationale : politique européenne, coopération économique, intégration et sécurité
- Économie : estimation de la progression des processus de transformation et recherche de possibilités de leur continuation effective
- Finances et banque : le marché financier, le secteur bancaire et le secteur de l’investissement
- Questions concernant les différents secteurs de l’économie : secteur énergétique, développement régional, nouvelle économie
- Problèmes de santé et d’écologie : l’influence des maladies sur les nations, terrains sur lesquels l’économie peut s’engager dans la lutte contre les plus grands risques de maladies
- Organisations non gouvernementales
- Sciences sociales, philosophie, sociologie et culture

## Personnalités invitées
Parmi les invités se trouvent des personnalités comme Václav Havel, Valdas Adamkus, Gediminas Kirkilas, Viktor Iouchtchenko, Jorge Sampaio, Emil Constantinescu, Alfred Gusenbauer, Mirek Topolanek, Andris Piebalgs, Dalia Grybauskaitė, Viviane Reding, Danuta Hübner, Andreas Kaplan, Sergueï Yastrjembsky, Mikheil Saakachvili, Elmar Brok, Joachim Bitterlich, Gunther Krichbaum, Mike Gapes, Giorgio Napolitano, Laszlo Solyom, Karel Schwarzenberg, José Luis Zapatero.
Parmi les Français :  Jean-Jack Queyranne, Guy Sorman, Jean-Dominique Giuliani, Roland Dumas, Pierre Lellouche, Pierre Buhler, etc.

## Éditions
| Édition | Date                   | Participants | Thème                                                 |
| ------- | ---------------------- | ------------ | ----------------------------------------------------- |
| 1e      | septembre 1991         |              |                                                       |
| 2e      | septembre 1992         |              |                                                       |
| 3e      | septembre 1993         |              |                                                       |
| 4e      | septembre 1994         |              |                                                       |
| 5e      | septembre 1995         |              |                                                       |
| 6e      | septembre 1996         |              |                                                       |
| 7e      | septembre 1997         |              |                                                       |
| 8e      | septembre 1998         |              |                                                       |
| 9e      | septembre 1999         |              |                                                       |
| 10e     | septembre 2000         |              |                                                       |
| 11e     | septembre 2001         |              |                                                       |
| 12e     | septembre 2002         |              |                                                       |
| 13e     | septembre 2003         |              |                                                       |
| 14e     | septembre 2004         |              |                                                       |
| 15e     | septembre 2005         |              |                                                       |
| 16e     | septembre 2006         |              |                                                       |
| 17e     | 5 - 8 septembre 2007   | 3000         |                                                       |
| 18e     | 10 - 13 septembre 2008 | 2000         |                                                       |
| 19e     | 9 - 12 septembre 2009  |              |                                                       |
| 20e     | septembre 2010         |              | « L'Europe après Lisbonne – Stratégie pour le futur » |
| 21e     | septembre 2011         |              |                                                       |
| 22e     | septembre 2012         | 2500         |                                                       |
| 23e     | 3 - 5 septembre 2013   |              |                                                       |
| 24e     | 2 - 4 septembre 2014   |              |                                                       |
| 25e     | septembre 2015         |              |                                                       |
| 26e     | septembre 2016         | 3000         |                                                       |
| 27e     | septembre 2017         |              |                                                       |

### Articles liés
- Krynica-Zdrój
- Forum économique mondial